# تومي مككولوك (لاعب كرة قدم)
تومي مككولوك (بالإنجليزية: Tommy McCulloch)‏ (1 مارس 1934 باسكتلندا في المملكة المتحدة - 10 ديسمبر 2016) هو لاعب كرة قدم بريطاني في مركز حراسة المرمى. لعب مع نادي دمبرتون وهاميلتون أكاديميكال ونادي كلايد.

## وصلات خارجية
- تومي مككولوك على موقع قاعدة بيانات كرة القدم.إي يو (الإنجليزية)